# Paraphytoseius nicobarensis
Paraphytoseius nicobarensis är en spindeldjursart som först beskrevs av Gupta 1977.  Paraphytoseius nicobarensis ingår i släktet Paraphytoseius och familjen Phytoseiidae. Inga underarter finns listade i Catalogue of Life.